# Бонгокугле Глонгване
Бонгокугле Глонгване (англ. Bongokuhle Hlongwane, нар. 20 червня 2000, Пітермаріцбург) — південноафриканський футболіст,  нападник американського «Міннесота Юнайтед» і національної збірної ПАР.

## Клубна кар'єра
Народився 20 червня 2000 року в Пітермаріцбурзі. Вихованець футбольної школи місцевого клубу «Маріцбург Юнайтед». Дорослу футбольну кар'єру розпочав 2019 року в його основній команді, в якій провів три сезони, взявши участь у 53 матчах чемпіонату. 
5 січня 2022 року уклав чотирирічний контракт із американським «Міннесота Юнайтед».

## Виступи за збірну
2019 року дебютував в офіційних матчах у складі національної збірної ПАР.
| Дата       | Місто         | Господарі | Результат | Гості    | Турнір                                  | Голи | Примітки |
| ---------- | ------------- | --------- | --------- | -------- | --------------------------------------- | ---- | -------- |
| 28-7-2019  | Масеру        | Лесото    | 3 – 2     | ПАР      | Чемпіонат африканських націй 2020       | -    | 39'      |
| 10-6-2021  | Совето        | ПАР       | 3 – 2     | Уганда   | товариський матч                        | 1    | 81'      |
| 3-9-2021   | Хараре        | Зімбабве  | 0 – 0     | ПАР      | Відбір до ЧС 2022                       | -    | 46'      |
| 6-9-2021   | Йоганнесбург  | ПАР       | 1 – 0     | Гана     | Відбір до ЧС 2022                       | 1    | 84'      |
| 9-10-2021  | Бахр-Дар      | Ефіопія   | 1 – 3     | ПАР      | Відбір до ЧС 2022                       | -    |          |
| 12-10-2021 | Йоганнесбург  | ПАР       | 1 – 0     | Ефіопія  | Відбір до ЧС 2022                       | -    |          |
| 11-11-2021 | Йоганнесбург  | ПАР       | 1 – 0     | Зімбабве | Відбір до ЧС 2022                       | -    |          |
| 14-11-2021 | Кейп-Кост     | Гана      | 1 – 0     | ПАР      | Відбір до ЧС 2022                       | -    |          |
| 29-3-2022  | Вільнев-д'Аск | Франція   | 5 – 0     | ПАР      | товариський матч                        | -    | 66'      |
| 9-6-2022   | Рабат         | Марокко   | 2 – 1     | ПАР      | Відбір до Кубка африканських націй 2023 | -    | 90+1'    |
| 17-11-2022 | Мбомбела      | ПАР       | 2 – 1     | Мозамбік | товариський матч                        | 2    | 69'      |
| 20-11-2022 | Мбомбела      | ПАР       | 1 – 1     | Ангола   | товариський матч                        | -    | 56'      |
| 24-3-2023  | Совето        | ПАР       | 2 – 2     | Ліберія  | Відбір до Кубка африканських націй 2023 | -    | 70'      |
| 28-3-2023  | Монровія      | Ліберія   | 1 – 2     | ПАР      | Відбір до Кубка африканських націй 2023 | -    | 63'      |
| 17-6-2023  | Дурбан        | ПАР       | 2 – 1     | Марокко  | Відбір до Кубка африканських націй 2023 | -    | 77'      |
| Усього     |               | Матчів    | 15        |          | Голів                                   | 4    |          |